# الحقامي (حبيش)

تعديل مصدري - تعديل

الحقامي هي إحدى قرى عزلة الوطئة بمديرية حبيش التابعة لمحافظة إب، بلغ تعداد سكانها 392 نسمة حسب تعداد اليمن لعام 2004.